# Ceppo Morelli
Ceppo Morelli ist eine Gemeinde in der italienischen Provinz Verbano-Cusio-Ossola (VB) in der Region Piemont.

## Lage und Einwohner
Die Gemeinde Ceppo Morelli liegt 51 km westlich von der Provinzhauptstadt Verbania und 32 km südwestlich von Domodossola im Valle Anzasca und umfasst eine Fläche von 40 km². Zu Ceppo Morelli gehören die Fraktionen Borgone, Campioli, Canfinello, Croppo, Mondelli und Prequartera, die zusammen 292 Einwohner (Stand am 31. Dezember 2023) haben. Sie ist von der Einwohnerzahl und Fläche die kleinste Gemeinde im Valle Anzasca.
Die Nachbargemeinden sind Antrona Schieranco, Bannio Anzino, Carcoforo, Macugnaga und Vanzone con San Carlo.

## Geschichte
Trotz des Fehlens einer ausdrücklichen mittelalterlichen Dokumentation scheint das Toponym das Äquivalent des Dialektworts „scepp“ zu sein, das als „Felsbrocken, Stamm“ verstanden wird. Es könnte aber auch als „kahler, steiniger Boden“ verstanden werden. Eine andere Vermutung scheint sich auf „clapus“ oder „Steinhaufen“ zu beziehen. Die Gemeinde entstand 1866 aus dem Zusammenschluss der beiden früheren Verwaltungseinheiten Prequartera und Borgone d'Ossola, die seit dem 16. Jahrhundert autonome Gemeinden waren. Seine weitere Geschichte weist im Vergleich zu der der Umgebung keine besonders wichtigen Ereignisse auf.

## Sehenswürdigkeiten

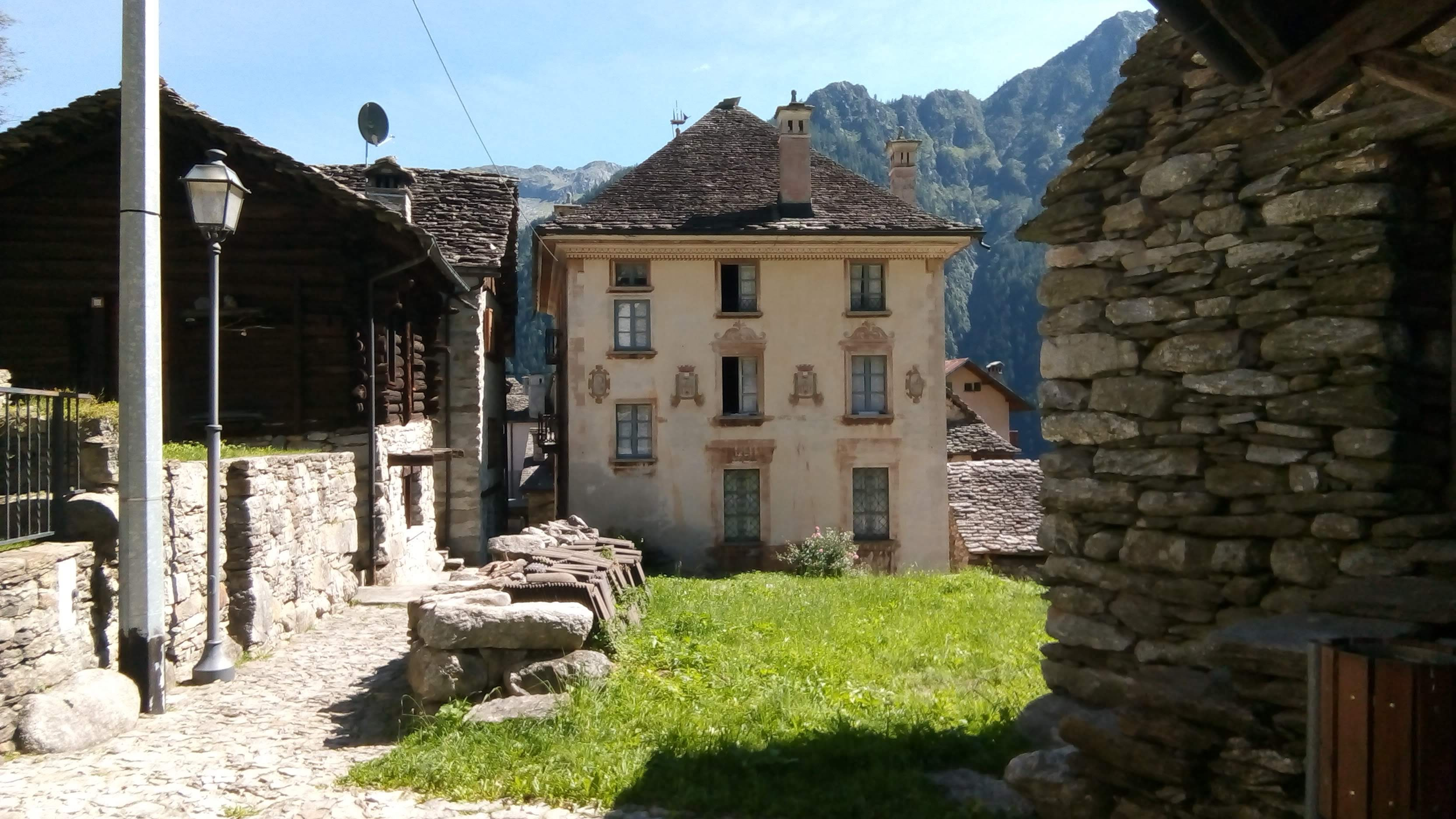
Casa Specci in Mondelli

- Pfarrkirche San Giovanni Battista erbaut im 17. Jahrhundert, bewahrt ein merkwürdige Kanzel des 17. Jahrhunderts. Die religiöse Tradition besagt, dass dieser Kirche ein Heiliger Dorn der Krone Christi bewahrt, der heute in einem kostbaren Reliquiar mit Silberfolien verziert ist.
- Casa degli Specchi im Ortsteil Mondelli, ein Herrenhaus, in dem die Wände des Speisesaals nach dem Vorbild des Schlosses von Versailles vollständig mit Spiegeln bedeckt sind.
- Wallfahrtskirche del Croppo erbaut im 17. Jahrhundert.